# 5532 Ichinohe
Az 5532 Ichinohe (ideiglenes jelöléssel 1932 CY) a Naprendszer kisbolygóövében található aszteroida. Karl Wilhelm Reinmuth fedezte fel 1932. február 14-én.